# Herbert Puschmann
Herbert Puschmann, nemški častnik, vojaški pilot in letalski as, * 10. avgust 1920, Bolkenhain, padel v boju 3. februar 1944, Civitavecchia.

## Življenjepis
Herbert Puschi Puschmann je bil v 4./JG 51 dodeljen spomladi leta 1941 s činom poročnika. Svoji prvi dve zračni zmagi je dosegel na vzhodni fronti,  22. junija 1941, takoj po začetku Operacije Barbarossa, ko je sestrelil dva sovjetska lahka bombnika Tupoljev SB-2. 
Puschmann je 7. julija 1941 pri pristajanju s svojim lovcem Messerschmitt Bf 109 F-2 (W. Nr. 12 730) zadel luknjo, zaradi česar se je njegovo letalo prekucnilo in ga pokopalo pod seboj. Pri tem je imel veliko srečo, saj se ni resneje poškodoval. 31. oktobra je zabeležil svojo deseto zračno zmago nad sovjetskim lahkim bombnikom Iljušin DB-3. Svojo dvajseto zmago je dosegel 2. julija 1942, ko je sestrelil sovjetski lahki bombnik Petljakov Pe-2 v bližini mesta Dugino. 
Puschmann je bil najbolj uspešen meseca avgusta 1942, ko je dosegel skupaj 13 zračnih zmag. Štiri zmage je dosegel 5. avgusta, svojo trideseto zračno zmago pa 12. avgusta. 3. septembra 1942 je bil ranjen, ko so letališče na katerem je bila stacionirana njegova enota bombardirali sovjetski bombniki. Zadeli so ga drobci bombe in je bil hospitaliziran. Po okrevanju je bil novembra 1942 premeščen k 5./JG 51 v Severno Afriko. Tam je 13. januarja 1943 postal Staffelkapitän 6./JG 51. Svojo enoto je vodil v obrambnih akcijah nad Tunizijo in Italijo. 23. januarja je v eni takih akcij sestrelil tri ameriške dvomotorne lovce Lockheed P-38 Lightning za zmage od 39 do 41. 4. februarja je sestrelil svoj edini težki štirimotorni bombnik v bližini mesta Gabes. Svojo 50. zračno zmago je dosegel 21. maja, ko je sestrelil lovca Curtiss P-40 Warhawk. 
3. februarja 1944 se je Puschmann v bližini Rima zapletel v spopad z ameriško bombniško formacijo, v kateri so bili lahki bombniki Martin B-26 Marauder. V spopadu je sestrelil svoje 57. sovražno letalo, nato pa je njegovega lovca Bf 109 G-6 (W. Nr. 160 767) zadel obrambni ogenj formacije. Puschmann je umrl v razbitinah letala, ki je strmoglavilo v bližini italijanskega mesta Civitavecchia. Posmrtno je bil 5. aprila 1944 odlikovan z Viteškim križem železnega križca. 
Puschi Puschmann je na 650 bojnih nalogah dosegel 57 potrjenih zračnih zmag. 37 jih je dosegel nad vzhodno fronto, 20 pa nad Sredozemljem. Med temi dvajsetimi zračnimi zmagami je bilo devet dvomotornih ameriških lovcev Lockheed P-38 Lightning. 

## Odlikovanja
- Železni križec 2. in 1. razreda
- Ehrenpokal der Luftwaffe (17. avgust 1942)
- Nemški križ v zlatu (24. september 1942)
- Viteški križ železnega križca (5. april 1944)